# ضيف الله بن غازي بن محيا
الأمير ضيف الله (الأكوخ) بن غازي بن سياف بن محيا من الحناتيش من طلحة من الروقة من عتيبة (1301هـ - 1323هـ، 1884م - 1905م) أحد أمراء قبيلة عتيبة ولد ونشأ في بيئة تزخر بالعديد من الفرسان المشاهير سواء من أسرته أو قبيلته، فعلى سبيل المثال عاصر ضيف الله من رموز الجيل الأول من أسرته كل من خاله ناصر بن براز وعمه سداح بن سيف ووالده غازي بن سياف ومن رموز الجيل الثاني كل من تركي بن سداح ومتروك بن سداح وماجد بن ناصر وعفاس بن سداح وجرمان بن براز وفيحان بن ناصر، فانعكس ذلك عليه وتجلى في فروسيته التي بدأت في سن مبكر جداً حيث يروى أن عمره كان أربعة عشر عاماً عندما أغارت عليهم إحدى القبائل المجاورة.
بقيادة شيخهم والذي يعد من أشهر فرسان الجزيرة العربية في وقته فكان ضيف الله في أوائل الفرسان الذين صدو الهجوم وقد تمكن من طعن قائد المغيرين بالرمح وإصابته مماتسبب في هزيمتهم. اشتهر بالإقدام وكان قوي الشخصية مهيبا ملاذا منيعا لمن لجأ إليه من المستضعفين والدخلاء المطلوبين في الدم، كان فارساً شجاع لايشق له غبار لقب (بالاكوخ)، شارك مع قبيلته في الكثير من المعارك ومنها معركة الردامي بالقرب من نفي سنة 1320هـ ضد الأمير عبد العزيز بن متعب بن عبد الله الرشيد، كان له عدد من الغزوات التي قاد فيها قبيلته قتل في أحد المعارك على يد جيش عبد العزيز بن متعب بن عبد الله الرشيد بالقرب من عين بن فهيد في أواخر ربيع أول من سنة 1323هـ.

## نبذه عن والده
هو غازي بن سياف بن مدغش بن حنتوش الثاني بن محيّا بن هويدف بن سافر بن دعلوج بن حنتوش الأول (جد فخذ الحناتيش) بن حمارس بن طلحة بن روق بن سالم بن صرير بن ثابت، من الحناتيش من الروقة من عتيبة.
أحد أبرز فرسان الجيل الأول من أسرة المحيا، ولد ونشأ في بيت عرف بالإمارة والسيادة في قبيلته، كان فارساً مقداماً يشار له بالبنان وهو أحد فرسان المحيا الأربعة الذين اشتهروا بعزوة الحرداء (زايد، ناصر، غازي، سداح).اشتهر غازي بكثرة قلعة للخيل من الخصوم، خاض العديد من المعارك الكبيرة التي خاضتها قبيلته مثل وقعة طلال بين الروقة من عتيبة وجيش سعود بن فيصل بن تركي، وكذلك كان حاضرا في معركة عروى بين عتيبة ومحمد بن سعود بن فيصل (غزالان) من جهه ومحمد بن عبد الله بن علي الرشيد وحسن بن مهنا من جهة أخرى، وقد أبلى فرسان عتيبة عمومًا وفرسان الحناتيش من عتيبة خصوصًا في هذه المعركة بلاء عظيما حيث تغنى بهم الشاعر فراج التويجر الدماسي بقصيدته التي مطلعها
(مركوز عـروى) لا غشـاه الغمامي ^ حيث أن له مع طلعه الصبح تفريق
إلى أن قال:
دوله (هل العرفاء) كما ترك شامي ^ دولة شريف تفهق الخيـل تفهيـق
الطرش زرفل واقتفاه الجهامي ^ حطوا له الظفران درب وطواريق
- وهل العرفاء هي عزوة قبيلة الحناتيش والعرفاء عد قديم لهم في الحجاز.

كما قصد أيضا في هذه المعركة الشاعر سدران بن شحيمان الحمادي العتيبي مثنيا على عتيبة وشيوخها ذلك اليوم نورد منها هذه الأبيات
ذوي حـمـد دون الدبش محرمينا::: ردو جموعن ذرت الشمس عنا
وتركي ولد سلطان عمره سنينا::: مـنـه الـعـذارا اصـبحـن رملنا
ولو إن ابن سيـاف ماجاه شينـا::: لزمن تبيـن فعولـه اللي مضنا
يقصد الشاعر (ذوي حمد هم آل حميد، وتركي ولد سلطان هو تركي بن سلطان بن ربيعان، وابن سياف هو غازي بن سياف بن محيا) وقد أصيب غازي في هذه المعركة إصابة بليغه سقط على إثرها عن صهوة جوادة لكن أبناء عمومته ناصر بن محيا وسداح بن محيا وزايد بن محيا لما رأوه عادو إليه واقتحموا خيل الخصم فنزل ابن عمه سداح بن محيا وحمله معه على فرسه، عاد بعدها غازي لساحات القتال مشاركا إلى جانب أفراد قبيلته في المعارك التي تلتها ومنها معركة الحرملية والأنصر.
- قتل غازي سنة (1311 هجريه) في إحدى معارك قبيلته مع إحدى القبائل المجاورة بعدما أصر على المشاركة فيها وعيناه مصابتان بالرمد رغم تحذير ومحاولات أفراد قبيلته ثنية عن المشاركة.[7]

## علاقته بالملك عبد العزيز
بدأت علاقة ضيف الله (الأكوخ) مبكرا بالملك عبد العزيز حيث شارك ضيف الله (الأكوخ) إلى جانب فرسان أسرته وقبيلة طلحة من عتيبة عندما ساندوا الملك عبد العزيز في أول معاركه خارج الرياض مع ابن رشيد وهي المعركة التي خاضوها ضد حامية ابن رشيد التي يقودها حسين بن جراد في فيضة السر(سنة 1321 هجرية) وقد قتل فيها قائد الحامية حسين بن جراد وقد تحدث ابن عيسى في تاريخه عن هذه المعركة أثناء ذكرة لأهم الأحداث التي وقعت في (سنة 1321 هجري) وقال مانصة «وكان عبد العزيز بن سعود قد بلغة ذلك في اليوم التاسع عشر من ذي القعدة واستجر عتيبة وأهل القصيم الذين في شقراء وتوجه إلى السر، فلما نزل حسين بن جراد فيضة السر وذلك في ثامن وعشرين من ذي القعدة من السنة المذكورة صبحة الإمام بتلك الجنود وقتله هو وأكثر من معه ولم ينج منهم إلا القليل وأحتوى الأمام على مخيم ابن جراد ومافيه من الركاب والأمتعة والسلاح والفرش».
وقد تغنى ضيف الله بن عياد بن مروي الحافي أحد فرسان قبيلة طلحة المشاركين في المعركة بأحدية مشهورة يقول فيها:
ياذيب عيد في فقار حسين::: من كف شغموم ذبح عجلان
والقابلة يذكر عشاك ثنين::: عبد العزيز وسالم السبهان
وقد ذكر القاضي في تاريخ القصيم السياسي أن هذه الأبيات لعلي الصقري لكن الروايات المتواترة لدى قبيلة طلحة تؤكد أنها لضيف الله بن عياد بن مروي الحافي.
- ويجدر بالذكر ان قبيلة طلحه أول من ساند الملك عبد العزيز من أهل نجد خارج العارض بعد استعادته للرياض وهم عتيبة المعنيين في كلام ابن عيسى وبعد هذه المعركة التحقت بقية قبائل عتيبة بالملك عبد العزيز وشاركو إلى جانبة في معركتي البكيرية والشنانة.

استمرت بعدها مساندة أسرة المحيا وقبيلة طلحة للملك عبد العزيز ووقفوا إلى جانبة أثناء صراعه مع عبد العزيز المتعب الرشيد والأتراك للسيطرة على القصيم سنة (1322 هجري) وقاتلوا إلى جانبه في معركة البكيرية وبقوا معه حتى انتصر في معركة الشنانة التاريخية التي كان لها أثر كبير في سيطرة الملك عبد العزيز على القصيم عامة وإخراج الجنود العثمانيين من صف حليفهم عبد العزيز بن متعب بن عبد الله الرشيد حيث يصف المؤرخ إبراهيم بن عبيد أهمية معركة الشنانه بقوله «ان المعركة قضت على ابن رشيد وعساكرالدوله العثمانية ماقضت ذي قار على الفرس وكانت هذه الوقعة الحاسمه قد غيرت مجرى التاريخ في جزيرة العرب» أما الباحث عبد العزيز عبد الغني إبراهيم فيقول عنها«ويمكننا ان نؤرخ لقيام الدولة السعودية الحديثة بتلك المعركة حيث بدأت منذ وقتها الاتصالات السعودية الرسمية بالدولة العثمانية من موقع قوه ومنعه كما شكلت بداية النهاية لابن رشيد»  أما المؤرخ أمين الريحاني فيقول «وهذه هي وقعة الشنانة والأحرى أن تدعى وقعة وادي الرمة وهي القسم الثاني من معركة البكيرية التي قضت على عساكر الدولة وأغنت أهل نجد. لقد تشتت ما تبقى من جنود الدولة في الفيافي كالسائحة ولجأت البقيه الباقية منهم إلى بن سعود فآواهم وكساهم وأعطاهم الأمان» أما القائد العثماني حسن حسني الذي شارك في قيادة المعركة بجانب بن رشيد فقد بين المعاناة التي تكبدتها قواته حيث يقول «بناء على تلك الهزيمة لم يبق لدينا نحن الضباط وكافة الافراد سوى الأسلحة التي بأيدينا والملابس التي تغطي أجسادنا ولم يبق أمامنا من سبيل بعد تلك المصيبة عدا المواظبة على قوله تعالى (ربنا أنزل علينا مائدة..الايه)» 
- نتيجة لمشاركة المحيا وقبيلتهم البارزة والمؤثرة في معركة البكيرية ومعركة الشنانة إلى جانب الملك عبد العزيز ضد عبد العزيز الرشيد إزداد عداء ابن رشيد لهم فأغار عليهم بجيشه عدة غارات انتقامية سقط نتيجتها ثلاثة من أمراء المحيا وهم متروك وتركي وضيف الله (الأكوخ) كما قضى معهم عدد من فرسان قبيلتهم.[15][16]

## وقعة عين ابن فهيد 1323هـ
وقعة عين ابن فهيد كانت معركة بين الحناتيش وعبد العزيز بن متعب بن عبد الله الرشيد ومحاولة قتل ابن رشيد.

خارطة توضح مواقع معارك المحيا وابن رشيد عام 1323هـ

بعد مقتل ابن عمه متروك بن سداح بن محيا في معركة البصر التي وقعت بين قبيلة الحناتيش وعبد العزيز بن متعب بن عبد الله الرشيد قاد ضيف الله (الأكوخ) غارة على أحد ديار شمر التابعة لإبن رشيد يرافقة فيها قرابة الثلاثين فارس من قبيلة الحناتيش وأفراد آخرين من أبناء عمومتهم من عتيبة، وفي طريق رجوعهم محملين بالغنائم مروا على عين بن فهيد التي كانت تربطهم علاقة قربى وصداقه بأميرها حمد بن عبد العزيز الفهيد الأسعدي من قبيلة طلحة من الروقة، فاستضافهم عنده وأخبرهم أن عبد العزيز المتعب الرشيد قريب في هذه الأنحاء يبحث عنه هو وأبناء عمه وقد كان عبد العزيز بن متعب بن عبد الله الرشيد يكن العداء إلى عتيبة عمومًا وإلى المحيا وقبيلتهم خصوصًا بسبب مشاركتهم ضدة مع عبد العزيز آل سعود في معركة فيضة السر ومعركتي البكيريه والشنانة، فأشار بن فهيد على ضيف الله بالمكوث لكي لايواجهون جيش ابن رشيد لكن ضيف الله (الأكوخ) رفض البقاء وقرر اللحاق بأهله ونجدتهم، فمضى قدما هو ومن معه وكان ابن رشيد في ذلك اليوم قد صبح المحيا وجماعتهم في منطقة تدعى النبقية ودارت بينهم معركة ضارية قتل فيها تركي بن سداح بن محيا، وعند وصول ضيف الله (الأكوخ) والذين معه إلى مكان يدعى (ابرق الجعلا) وهي منطقة رملية تقع بين عين ابن فهيد والنبقية، استطاعت عيون جيش ابن رشيد الذي كان عائدا لتوة من النبقية رصدهم، فالتقوا مع جيش عبد العزيز بن متعب بن عبد الله الرشيد ودارت بينهم معركه غير متكافئة في العدد، فأستبسل ضيف الله (الأكوخ) ومن معه ذلك اليوم وقاتلوا بشجاعه ولم يستطع جيش ابن رشيد أن ينال منهم إلا بعد نفاذ ذخيرتهم، بعدها اجتمع عليهم الجيش وحاصرهم، ولما اقترب عبد العزيز الرشيد منهم تقدم إليه ضيف الله (الأكوخ) وأخرج مسدسا كان مخفيه فبادرة وأطلق النار عليه إلا أن الطلقة لم تصبه فتعجب عبد العزيز بن متعب بن عبد الله الرشيد من جرأته وهو في مثل هذا الموقف وقال: (نعنبوه يفتن وهو ميّت!!)وأمر بقتله هو ومن معه فأطلقوا النار عليهم فسقطوا جميعا على الأرض قتلى ماعدا شاب صغير هو خليف بن زايد بن محيا لم يقتلوه ونجى معه أيضا مقبل الصقره أحد فرسان الحناتيش بعدما أطلق رجال ابن رشيد عليه النار وتركوه ظنا منهم أنه قد مات. كان منظر ضيف الله (الأكوخ) مهيبا حتى بعد موته فبعد مقتله اقترب منه ابن رشيد فراعه منظره ثم قال:(والله لو ما انتهى زهابهم ماقدرنا نوصلهم)، وقعت أحداث النبقية وأبرق الجعلا في اليوم نفسة وكان ذلك في أواخر ربيع أول سنة (1323 هجرية).
- وتعتبر غارة ضيف الله (الأكوخ) على ديار شمر جرأة غير مسبوقة في ظل وجود عبد العزيز المتعب الرشيد حاكم حائل في معسكر الكهيفية بجيوشة وكتائب الأتراك المساندة له اّنذاك وقد تكون الغزوة الأولى والوحيدة التي تصل لأعماق إمارة الجبل في فترة حكم عبد العزيز الرشيد حيث ذكر الأمير الفارس سلمان بن محمد اّل سعود أحد المعاصرين لضيف الله (الأكوخ) في رواية مسجلة في دارة الملك عبد العزيز أن ضيف الله بن محيا أخذ أهل العدوة وذكر المشوح في كتابة حكايات من الماضي أن الغزوة على الأجفر وكلا الموقعين في أعماق إمارة الجبل.[19][20]
- وقد ذكر العبيد في مخطوطته النجم اللامع ان عبد العزيز بن رشيد في بداية سنة (1323 هجرية) قام بثلاث غارات على قبيلة عتيبه كلها يقتل شيوخ ويغنم غنائم ويقصد بها غزواته على المحيا وجماعتهم على البصر والنبقيه وأبرق الجعلا. وبعد مقتل شيوخ المحيا الموالين للملك عبد العزيز سميت هذه السنة (1323 هجرية) (بسنة ذبحة المحيا واجتماع شعبا) وكان وقعها على قبيلة عتيبة كبير جدا وهو الأمر الذي دعى الملك عبد العزيز للتوجه لعتيبه في شعبا وقد ذكر العبيد في مخطوطته النجم اللامع ذلك حيث قال «ثم بعد ذلك خشي عبد العزيز بن سعود ان عتيبة ينطلقون من يده فنهض بغزو قليل مايزيد على الميه يريد ان ينزل مع عتيبة خوفا من ان يتبعوا ابن رشيد فتشتد عليه الوطأة فصدف أن نجد كلها مجدبه في تلك السنة فأول مانزل على الروقة وهم على كبشان ثم أن مشايخ الروقة اجتمعوا وتركوا حجرة القريا في وسط شعبا وهي الجبال المتشابكة فنزل معهم في ذلك المكان وكانوا يلتفون حوله» وكانت تضحية المحيا وقبيلة طلحة ومولاتهم المبكرة للملك عبد العزيز من أوائل وأهم مساهمات وتضحيات قبيلة عتيبة التي تفخر بها في تأسيس المملكة ومناصرة الملك عبد العزيز.